# David Heyman
David Jonathan Heyman (Londres, 26 de julio de 1961) es un productor de cine británico, propietario de Heyday Films. En 1999, Heyman se aseguró los derechos de filmación de la saga de libros Harry Potter, de J. K. Rowling. A partir de ahí ha producido las ocho entregas de la serie.
Es hijo de John Heyman, productor de películas como Un pasaje a India y Jesús, y de Norma Heyman, actriz nominada en dos ocasiones al Óscar.
Su primer trabajo en la industria del cine fue como asistente de productor, antes de producir su primera película, Juice, en 1992, seguido por la película The Stoned Age (1994).
Disfrutó con algunos éxitos como ejecutivo en Estados Unidos, antes de regresar a Londres para fundar su propia compañía de producción, Heyday films, en 1997. En dicho año es cuando adquiere los derechos cinematográficos de Harry Potter.
Desde entonces, Heyman ha producido un gran número de notables películas, las más conocidas son las de la saga Harry Potter, desde la primera, Harry Potter y la piedra filosofal, hasta última película, Harry Potter y las Reliquias de la Muerte: parte 2.

## Filmografía

### Productor
- 2023 - Wonka
- 2023 - Barbie
- 2020 - The Secret Garden[1]
- 2019 - Once Upon a Time in Hollywood[2]
- 2018 - Animales fantásticos: Los crímenes de Grindelwald
- 2016 - Animales fantásticos y dónde encontrarlos
- 2016 - La luz entre los océanos
- 2013 - The History of Love
- 2013 - Paddington
- 2013 - Gravity
- 2011 - Harry Potter y las Reliquias de la Muerte: parte 2
- 2010 - Harry Potter y las Reliquias de la Muerte: parte 1
- 2010 - The Nephilim
- 2009 - Harry Potter y el misterio del príncipe
- 2008 - Yes Man
- 2008 - Is Anybody There?
- 2008 - El niño con el pijama de rayas
- 2007 - Harry Potter y la Orden del Fénix
- 2007 - Soy leyenda
- 2005 - Harry Potter y el cáliz de fuego
- 2004 - Harry Potter y el prisionero de Azkaban
- 2002 - Harry Potter y la cámara secreta
- 2001 - Harry Potter y la piedra filosofal
- 1999 - Ravenous
- 1994 - The Stoned Age
- 1992 - Juice

### Televisión
- Por anunciarse - Productor ejecutivo de la serie de televisión Harry Potter, de HBO
- 2005 - Productor ejecutivo de la serie de televisión de la CBS Threshold
- 1994 - Blind Justice (Productor de TV)

## Premios
Heyman ha ganado numerosos premios por sus películas, sobre todo por los de la saga Harry Potter. En el 2011, recibió el premio "Contribución Sobresaliente al Cine Británico" por Harry Potter otorgado por la Academia Británica de las Artes Cinematográficas y de la Televisión.
Otros premios son:
Premios Óscar
| Año  | Categoría      | Trabajo nominado              | Resultado |
| ---- | -------------- | ----------------------------- | --------- |
| 2014 | Mejor película | Gravity                       | Nominado  |
| 2024 | Mejor película | Barbie                        | Nominado  |
| 2019 | Mejor película | Once Upon a Time in Hollywood | Nominado  |
| 2019 | Mejor película | Marriage Story                | Nominado  |

- Ganador CineEurope Producer of the Decade en 2011 (Productor de la Década por CineEuroper).
- Ganador CinemaCon Hall Of Fame en 2011 por la saga Harry Potter.
- Ganador  ShoWest's Producer del Año en 2003; convirtiéndose en el primer productor británico en ser reconocido con tal premio.
- Ganador  BAFTA Children's Award en 2006 como Mejor Película (Harry Potter y el cáliz de fuego).
- Ganador  BAFTA Award y Art Directors Guild Award por su contribución al cine en 2011 con la saga Harry Potter.
- Ganador  BAFTA Children's Award en 2011 como Mejor Película (Harry Potter y las Reliquias de la Muerte: parte 2).
- Ganador  AACTA International Award en 2013 como Mejor Película Internacional (Gravity) (compartido con Alfonso Cuarón).
- Ganador  Bafta Award en 2013 como Mejor Película Británica (Gravity).
- Ganador  Producers Guild of America Award en 2013 como Best Theatrical Motion Picture (Gravity) (compartido con Alfonso Cuarón y Jonás Cuarón).